# Xiaobei Hu
Xiaobei Hu (kinesiska: 小北湖) är en sjö i Kina. Den ligger i provinsen Heilongjiang, i den nordöstra delen av landet, omkring 250 kilometer sydost om provinshuvudstaden Harbin. Xiaobei Hu ligger 408 meter över havet. Arean är 3,6 kvadratkilometer. I omgivningarna runt Xiaobei Hu växer i huvudsak lövfällande lövskog. Den sträcker sig 6,1 kilometer i nord-sydlig riktning, och 1,7 kilometer i öst-västlig riktning.
Genomsnittlig årsnederbörd är 962 millimeter. Den regnigaste månaden är juli, med i genomsnitt 194 mm nederbörd, och den torraste är januari, med 7 mm nederbörd.